# Serge Hascoët
Serge Hascoët est un concepteur de jeux vidéo français né le 16 mars 1965 à Brest.
Il est connu pour avoir été de 2000 à 2020 le directeur créatif de l'entreprise vidéoludique française Ubisoft, où il a notamment poussé le concept éditorial des jeux à monde ouvert, par exemple à travers les licences Far Cry et Assassin’s Creed.
Il démissionne de l'entreprise en juillet 2020 à la suite d'accusations de comportement toxique. Il est condamné en juin 2025, en même temps que deux autres anciens cadres d'Ubisoft, pour complicité de harcèlement moral.

## Biographie
À la suite d'un DEUG en sciences, Serge Hascoët arrête ses études et rejoint l'entreprise Ubisoft en 1988 en tant que game designer. Il devient ensuite « lead game designer » puis « studio manager » pour l’Europe et l’Asie Pacifique.
En septembre 1995, Serge Hascoët participe aux côtés de Michel Ancel à la sortie du jeu Rayman, qui devient un succès mondial et marque un tournant pour Ubisoft.
Serge Hascoët devient le directeur créatif « monde » de l'entreprise en 2000,.
Il a contribué à l’orientation du catalogue d'Ubisoft vers des jeux à monde ouvert, notamment à travers les licences Far Cry et Assassin’s Creed.
Il démissionne d'Ubisoft en juillet 2020 à la suite d'accusations de comportements toxiques et pour « avoir entretenu une ambiance malsaine, sexiste, moralement violente au sein du pôle d'éditorial d'Ubisoft ».

## Vision du jeu vidéo
Serge Hascoët est partisan d’une liberté laissée au joueur en lui laissant la possibilité d’écrire ses propres histoires. Selon lui, le joueur ne doit pas être considéré comme un spectateur mais comme un acteur du jeu.
Afin de concevoir des jeux les plus réalistes possibles, Serge Hascoët défend une exploration du réel : les créatifs doivent être des experts des territoires qu’ils créent.
Par ailleurs, il considère que le jeu vidéo peut être un axe d’apprentissage social ou un outil contre les difficultés scolaires, comme la dyslexie.

## Condamnation pour harcèlement
À la suite d'accusations de comportements toxiques avec des employés, il démissionne de son poste le 12 juillet 2020,.
Début octobre 2023, Hascoët et 4 autres anciens employés d'Ubisoft sont placés en garde à vue, conséquence des plaintes déposées par le syndicat Solidaires Informatique ainsi que par deux victimes en leur nom propre. Elles ont lieu dans le cadre d'une enquête confiée à la police judiciaire de Paris, pour des faits de harcèlement moral et sexuel. Un procès se déroulera en mars 2025,. Il est poursuivi pour harcèlement sexuel. Deux autres ex-employés d'Ubisoft seront également jugés à la même date : Thomas (dit « Tommy ») François, ancien vice-président du service éditorial, pour les mêmes faits ; et Guillaume Patrux, ancien Game director, pour harcèlement moral,. Le 2 juillet 2025, il est condamné à 18 mois de prison avec sursis pour complicité de harcèlement moral.